# Handley Page H.P.R. 7 Herald

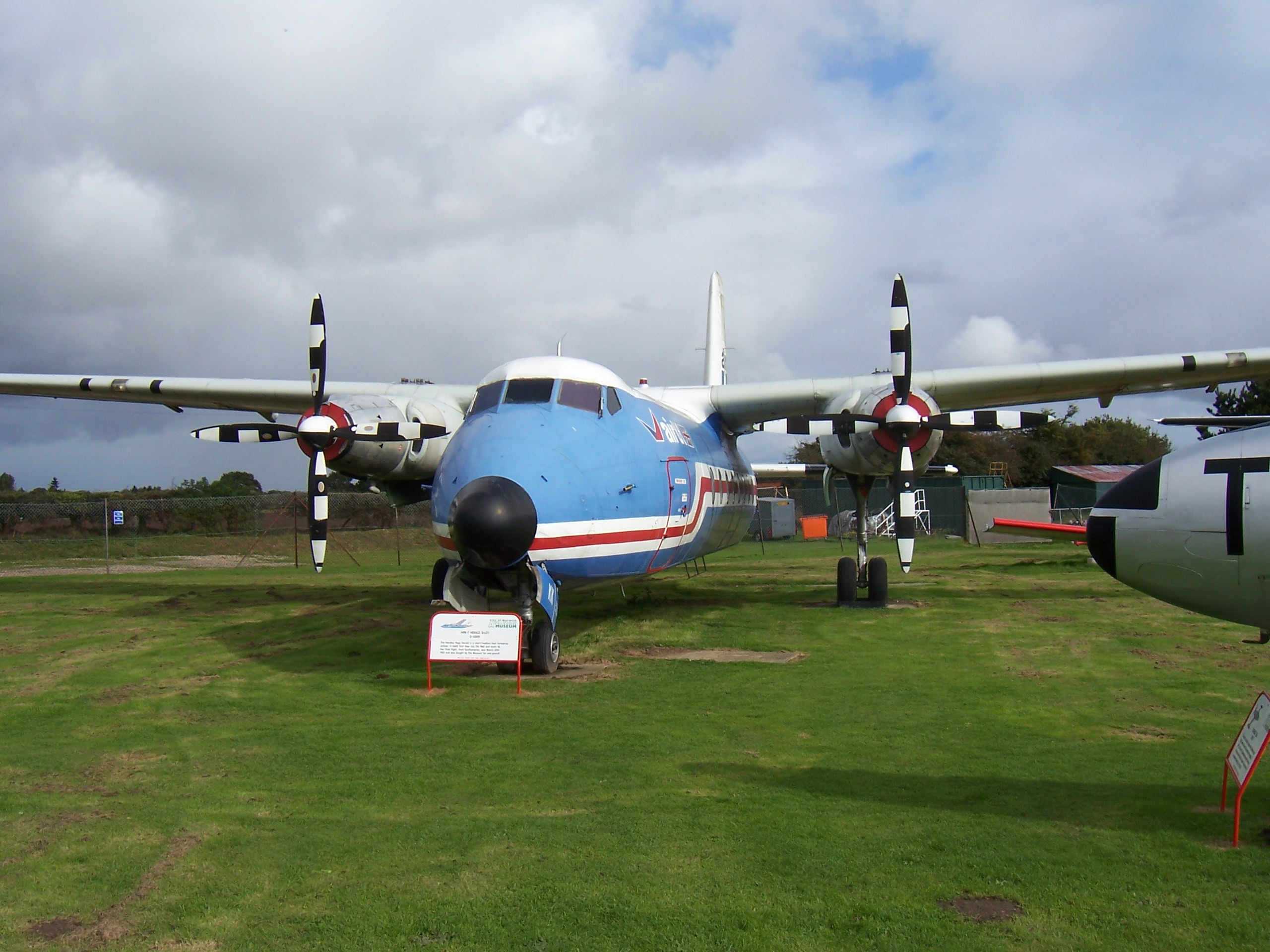
Herald w City of Norwich Aviation Museum

Handley Page H.P.R. 7 Herald – brytyjski, pasażerski samolot turbośmigłowy, wyprodukowany przez firmę Handley Page pod koniec lat 50. XX wieku. Wybudowano 50 egzemplarzy samolotu.

## Historia

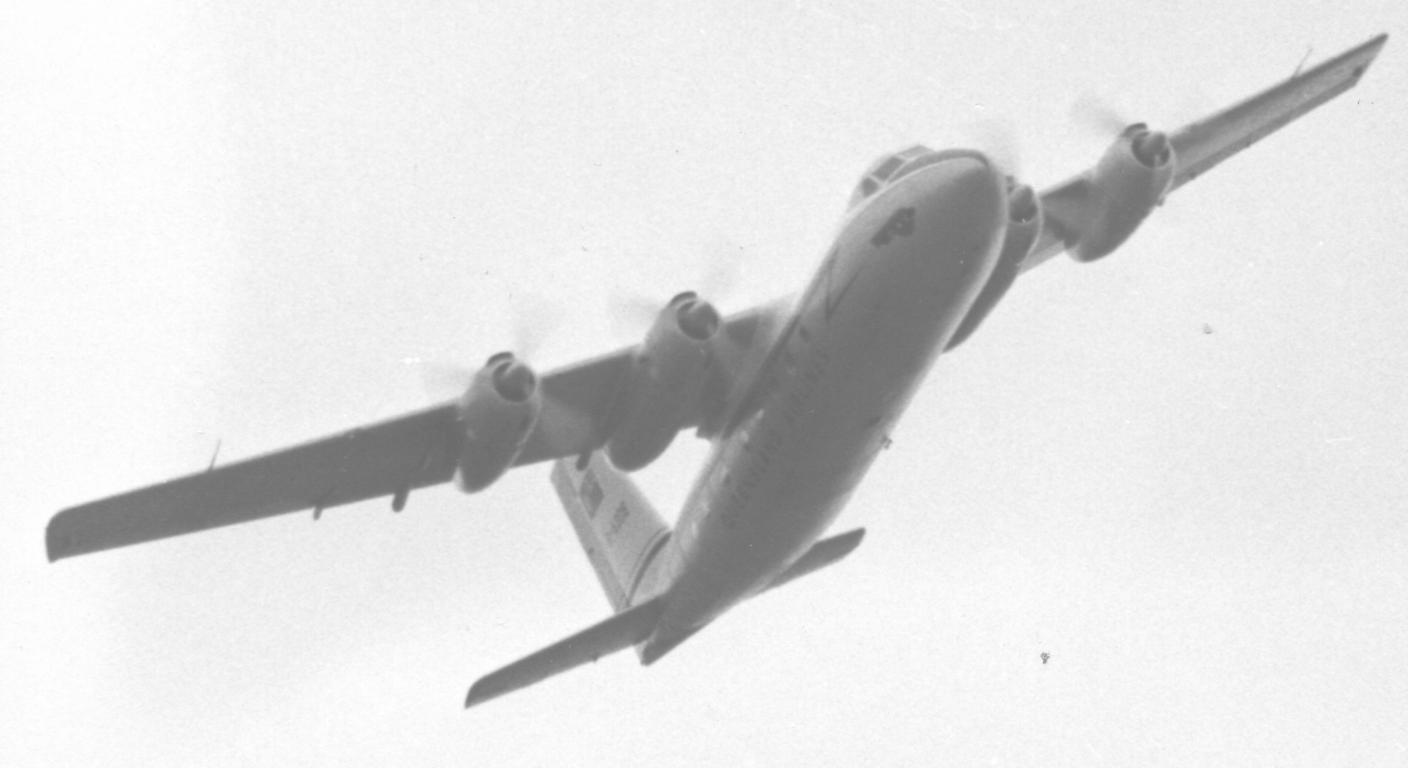
Prototyp G-AODE czterosilnikowego HPR-3

Po zakończeniu II wojny światowej w liniach lotniczych całego świata latały produkowane masowo podczas wojny samoloty Douglas DC-3. W 1952 roku w Handley Page skonstruowano samolot komunikacyjny krótkiego zasięgu, który miał zastąpić używane DC-3. Maszyna oznaczona jako HPR-3 Herald pierwotnie była projektem powstałym w firmie Miles Aircraft, kupionej przez Handley Page w 1948 roku. Nowy samolot był czterosilnikowym górnopłatem, napędzanym silnikami tłokowymi Alvis Leonidas Major o mocy 650 kW każdy z trójłopatowymi śmigłami. Prototyp HPR-3, z rejestracją G-AODE, wystartował do swojego pierwszego lotu 25 sierpnia 1955 roku. Niestety przy wzrastającej konkurencji ze strony samolotów z silnikami turbośmigłowymi, maszyna nie osiągnęła zakładanego sukcesu na rynku. W tej sytuacji konstruktorzy Handley Page zdecydowali się zastąpić cztery silniki tłokowe, dwoma silnikami turbośmigłowymi Rolls-Royce Dart, które doskonale sprawdzały się w eksploatacji np. na samolotach Vickers Viscount. Zmodyfikowano istniejący już prototyp HPR-3 zmieniając oznaczenie samolotu na HPR-7. Tak zmodyfikowany samolot po raz pierwszy wzniósł się w powietrze 11 marca 1958 roku. Drugi prototyp samolotu dołączył do prób w locie 17 grudnia 1958 roku. Pierwszy z zamówionych egzemplarzy dostarczono liniom lotniczym British European Airways, 30 października 1959 roku. Herald (początkowo po zamontowaniu silników Rolls-Royce Dart używano również nazwy Dart Herald) podobnie jak jego poprzednik nie odniósł sukcesu sprzedażowego. Rynek samolotów komunikacyjnych krótkiego zasięgu zdominowały głównie samoloty Fokker F-27 i inne samoloty turbośmigłowe.

## Użytkownicy
- Eastern Provincial Airways
- Maritime Central Airways
- Nordair
- La Urraca
- Europe Aero Service
- Touraine Air Transport
- Bavaria Fluggesellschaft
- Aerovias
- Arkia
- Aerolinee Itavia
- Alia Jordanian Airlines
- Air Manila International
- Globe Air
- Far Eastern Air Transport
- Air UK
- Autair International Airlines
- BAC Charter
- BAC Express
- British Air Ferries
- British European Airways
- British Island Airways
- British Midland Airways
- British United Island Airways
- Channel Express
- Court Line
- Janes Aviation
- Jersey Airlines
- South East Air
- MMM Aero Service
- SADIA SA Transportes Aereos

## Wersje
- Series 100 - pierwsza podstawowa wersja samolotu wyposażona w silniki Rolls-Royce Dart Mk.527 z czterołopatowymi śmigłami Rotol, mogąca przewozić maksymalnie 47 pasażerów.
- Series 200 - wersja, w której przednia część kadłuba została wydłużona o 1,07 m, umożliwiło to zwiększenie liczby foteli do 56.
- Series 300 - zmodyfikowana pod kątem użytkowania w Stanach Zjednoczonych wersja 200.
- Series 400 - zmilitaryzowana wersja Series 200, przystosowana do przewozu 50 żołnierzy lub ich odpowiednika wagowego w ładunku.
- Series 500 - projektowana wersja transportowa z mocniejszymi silnikami Rolls-Royce Dart o skróconej drodze lądowania. Nie weszła do produkcji.
- Series 600 - wersja, w której przednia część kadłuba została wydłużona o 1,53 m, umożliwiło to zwiększenie liczby foteli do 68. Silniki Rolls-Royce Dart Mk. 532/9 o mocy 1506 kW każdy.
- Series 700 - wersja z silnikami Rolls-Royce Dart Mk. 532/9, podobnie jak w wersji Series 600 ale bez wydłużonego kadłuba.
- Series 800 - zmilitaryzowana wersja Series 700.

## Konstrukcja
Herald był dwusilnikowym, wolnonośnym górnopłatem o konstrukcji metalowej. Samolot przystosowany był do operowania z lotnisk o gruntowej nawierzchni w różnych warunkach klimatycznych. Podwozie chowane, trójpodporowe z przednim podparciem. Przednie do wnęki w kadłubie, główne do wnęk w gondolach silnikowych, usterzenie klasyczne.